# 채 원후
채 원후(蔡 元侯, ? ~ 기원전 451년 재위: 기원전 456년 ~ 기원전 451년)는 중국 춘추 전국 시대 채(蔡)나라의 24대 군주이다. 휘는 알려지지 않았다.

## 생애
아버지 성후(聲侯)가 즉위한 지 15년 만에 죽으니, 뒤를 이어 즉위하였다.
원후 6년(기원전 451)에 죽어, 아들 제(齊)가 뒤를 이었다.

## 출전
- 사마천, 《사기》 권35 관채세가

| 전임 아버지 성후 산 | 제24대 채나라 후작 기원전 456년 ~ 기원전 451년 | 후임 아들 제 |